# Prato Sesia
Prato Sesia – miejscowość i gmina we Włoszech, w regionie Piemont, w prowincji Novara.
Według danych na rok 2004 gminę zamieszkiwało 1936 osób, 161,3 os./km².